# Eriocaulon apiculatum
Eriocaulon apiculatum är en gräsväxtart som beskrevs av Paul Lecomte. Eriocaulon apiculatum ingår i släktet Eriocaulon och familjen Eriocaulaceae. Inga underarter finns listade i Catalogue of Life.